# Trompole
Trompole (dodatkowa nazwa w j. litewskim Trumpalis) – wieś nadgraniczna w Polsce położona w województwie podlaskim, w powiecie sejneńskim, w gminie Puńsk. Leży nad granicą z Litwą.
Na południe od miejscowości znajduje się jezioro o nazwie Trompole. 
W latach 1975–1998 miejscowość administracyjnie należała do województwa suwalskiego.

## Zabytki
Do rejestru zabytków Narodowego Instytutu Dziedzictwa wpisane są następujące obiekty:
- zagroda nr 1, 1931–1939 (nr rej.: 181 z 30.07.1981):
  - dom drewniany
  - spichlerz drewniany
  - stodoła drewniana
  - chlew
  - piwnica glinana